# Handley Moule
Handley Carr Glyn Moule (Fordington, 23 dicembre 1841 – Cambridge, 8 maggio 1920) è stato un vescovo anglicano, teologo e biblista britannico.

## Biografia
Nato a Fordington (oggi sobborgo di Dorchester), Moule ha studiato teologia a Cambridge e ha conseguito il bachelor of arts al Trinity College nel 1864 e il master of arts nel 1867. Nel 1868 è stato ordinato prete anglicano e ha esercitato il ministero a Fordington nella St George's Church, chiesa in cui suo padre Henry era vicario. Nel 1873 è stato nominato decano della cappella del Trinity College. Nel 1880 è diventato il primo preside del Ridley Hall, un nuovo college di teologia. Nel 1899 è diventato professore di divinity all'Università di Cambridge. Nell’ottobre 1901 è stato consacrato vescovo di Durham. Moule è stato uno studioso del Nuovo Testamento. Oltre a numerosi libri di argomento religioso, ha pubblicato libri di poesie e inni. Moule era sposato e dalla moglie Mary ha avuto due figli.

## Pubblicazioni principali
- Christian Self-Denial: A Poem Which Obtained the Seatonian Prize, MDCCCLXIX, Deighton, Bell, & Co., Cambridge, 1869
- Poems on Subjects Selected From the Acts of the Apostles, with Other Miscellaneous Pieces, Deighton, Bell, & Co., Cambridge, 1869
- The Beloved Disciple: A Poem Which Obtained the Seatonian Prize, MDCCCLXX, Deighton, Bell, & Co., Cambridge, 1870
- Tyre: A Poem Which Obtained the Seatonian Prize, MDCCCLXXI, Deighton, Bell, & Co., Cambridge, 1871
- The Gospel in Polynesia: A Poem Which Obtained the Seatonian Prize, MDCCCLXXII, Deighton, Bell, & Co., Cambridge, 1872
- The Brazen Serpent: A Poem Which Obtained the Seatonian Prize, MDCCCLXXIII, Deighton, Bell, & Co., Cambridge, 1873
- The Victory Which Overcometh the World: A Poem Which Obtained the Seatonian Prize, MDCCCLXXVI, Deighton, Bell, & Co., Cambridge, 1876
- Dorchester Poems, W. Poole, London, 1878
- Christianus, A Story of Antioch: And Other Poems, Cambridge: Deighton, Bell, and Co., 1883
- Thoughts on Union with Christ, Seeley & Co., London, 1885
- Thoughts on Christian Sanctity, Seeley & Co., London, 1886
- Thoughts on the Spiritual Life, Seeley & Co., London, 1887
- The Epistle to the Ephesians, with Introduction and Notes, University Press, Cambridge, 1888
- Veni Creator: Thoughts on the Person and Work of the Holy Spirit of Promise, Hodder and Stoughton, London, 1890
- To My Younger Brethren: Chapters on Pastoral Life and Work, Hodder and Stoughton, London, 1892
- Charles Simeon, Methuen & Co., London, 1892
- Christ is All: Sermons from New Testament Texts on Various Aspects of the Glory and Work of Christ; With Some Other Sermons, E. P. Dutton & Co., New York, 1892
- Jesus and the Resurrection. Expository Studies on St. John XX, XXI, London, 1893
- The Epistle of St. Paul to the Romans, Hodder and Stoughton, London, 1894
- Secret Prayer, Thomas Whittaker, New York, 1895
- Colossian Studies: Lessons in Faith and Holiness from St. Paul's Epistles to the Colossians and Philemon, A. C. Armstrong and Son, New York, 1898
- Ephesian Studies: Expository Readings on the Epistle of Saint Paul to the Ephesians, A. C. Armstrong and Son, New York, 1900
- Phillipian Studies: Lessons in Faith and Love from St. Paul's Epistle to the Philippians, A. C. Armstrong, New York, 1900
- The Old Gospel for the New Age, And Other Sermons, Fleming H. Revell Company, Chicago, New York, & Toronto, 1901
- The Epistle of Saint Paul to the Romans, A. C. Armstrong, New York, 1902
- From Sunday to Sunday: Short Bible Readings for the Sundays of the Year, A. C. Armstrong and Son, New York, 1904
- Short Devotional Studies on the Dying Letter of St. Paul, Religious Tract Society, London, 1905
- The School of Suffering: A Brief Memorial of Mary E. E. Moule, By Her Father Handley, Bishop of Durham, Society for Promoting Christian Knowledge, London, 1907
- Messages from the Epistle to the Hebrews, Elliot Stock, London, 1909
- Memories of a Vicarage, Religious Tract Society, London, 1913
- Christus Consolator: Words for Hearts in Trouble, Society for Promoting Christian Knowledge, London, 1917
- Letters and poems of Bishop Moule: Selections from the Spiritual Letters and Poems of Handley Carr Glyn Moule, Bishop of Durham (1901–1920), Marshall Bros., 1921